# 'Lac Motion
«'Lac Motion» — перший сольний сингл американського репера Cashis. Пісня увійшла до його дебютного міні-альбому The County Hound EP.

## Відеокліп
Музичне відео на «'Lac Motion» знято у Каліфорнії. У ньому виконавець керує лоурайдером без даху, показує свої тату, читає реп на вулиці та з графіті позаду. Кліп повністю чорно-білий. У ньому також можна побачити хіп-хоп продюсера Rikanatti.

## Список пісень
| #  | Назва                        | Тривалість |
| -- | ---------------------------- | ---------- |
| 1. | «'Lac Motion» (Clean)        | 4:35       |
| 2. | «'Lac Motion» (Album)        | 4:55       |
| 3. | «'Lac Motion» (Instrumental) | 4:54       |
| 4. | «'Lac Motion» (Acappella)    | 4:35       |